# آریازاد
آریازاد (یا آریازاته، به معنای «زادهٔ ایرانی»)، که به نام آتوما نیز شناخته می‌شود، ملکه ایران و همسر گودرز یکم (حکومت از ۹۱ تا ۸۷/۸۰ پیش از میلاد)، شاهنشاه اشکانی بود. او شاهدختی آرتاشسی اهل ارمنستان و دختر تیگران دوم (حکومت ۹۵ تا ۵۵ پیش از میلاد) بود.
طبق قوانین زرتشتی، پادشاه می‌توانست با چند زن ازدواج کند، که به همه آن‌ها به‌طور معمول عنوان یونانی «باسیلیسا» (ملکه) داده می‌شد. پادشاه می‌توانست دارای همسران مشروع بدون عنوان و فرزندان قانونی از زنان کنیز قصر و هتایراهای یونانی (که در مهمانی‌ها از آن‌ها استفاده می‌شد) باشد؛ اما هیچ سلسله مراتبی برای همسران پادشاه شناخته‌شده نبود.
احتمالاً آریازاد مادر جانشین گودرز، ارد یکم (حکومت از ۸۷/۸۰ تا ۷۵ میلادی) بوده است.